# Otricoli
Otricoli – miejscowość i gmina we Włoszech, w regionie Umbria, w prowincji Terni.
W 2004 roku gminę zamieszkiwało 1830 osób, 67,8 os./km².